# Стемпковский, Иван Алексеевич
Ива́н Алексеевич Стемпко́вский (1789—1832) — градоначальник Керчи в 1828—1832 годах, один из основателей и организаторов Керченского музея древностей и Одесского историко-краеведческого музея. Внёс большой вклад в становление города Керчи и в изучение истории и археологии территорий Южной России, прежде всего, Боспорского царства.

## Биография
Сведений о родителях нет. Предположительно, род — выходцы из Польши. Фамилия Стемпковский произошла от прозвища Стемпко и восходит к польскому слову «stempien», производное от «stepien». В переводе на русский язык — «тяжёлая походка». Можно предположить, что данное прозвище мог получить прихрамывающий человек.
Суффикс -ко имеет значение «сын, принадлежащий к роду». Следовательно, дословно прозвище «Стемпко» можно перевести как «сын Стемпина».
Начальное образование получил в Саратовской губернии, после чего поступил в военное училище и планировал сделать военную карьеру.
В 20 лет молодой офицер был отмечен герцогом Ришельё, который обратил внимание на его большую тягу к знаниям. Ришельё предложил Стемпковскому стать его личным адъютантом. Далее он неотлучно находился при Ришельё, в том числе в период Бородинской битвы 1812 года.
В составе русского оккупационного корпуса И. А. Стемпковский оказался во Франции. В этот период он уже находился в подчинении М. С. Воронцова, который пожаловал Ивану Алексеевичу чин полковника. Слабое здоровье Стемпковского вынудило его рано оставить военную карьеру. Он поселился в Одессе, где занялся одним из любимых занятий — археологией.

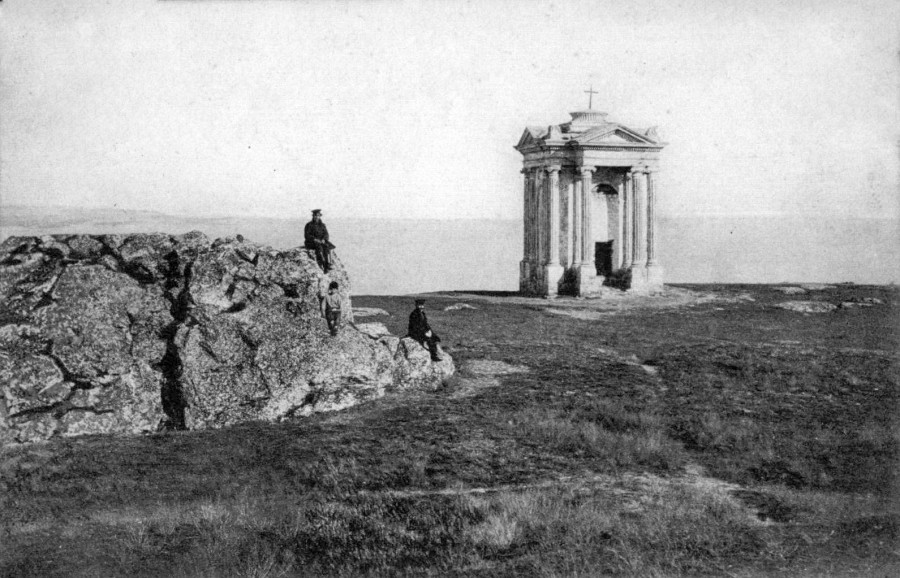
Часовня-памятник Ивана Алексеевича Стемпковского на горе Митридад

По предложению М. С. Воронцова, в 1828 году Стемпковский занял должность градоначальника Керчи, на которой и находился до самой смерти. Умер в 43 года от обострения чахотки.
Согласно завещанию Стемпковского, он был похоронен рядом с делом своей жизни — раскопками Пантикапея на вершине горы Митридат.
На могиле Стемпковского на горе Митридат его лучший друг Поль Дюбрюкс произнёс такую речь:
Здесь покоятся останки заслуженного и доброго Стемпковского, человека благодетельного без бахвальства, учёного без тщеславия, служившего украшением человечества и положившего основание Керчи…
На могиле Стемпковского вскоре была возведена часовня в неоклассическом стиле, являвшаяся в течение ста лет архитектурной доминантой и одним из символов Керчи (разрушена в 1944 году), украинской администрацией рассматривалась инициатива по восстановлению памятника по сохранившимся изображениям.
Остатки часовни снесли в 1949 году, могила Стемпковского считалась утраченной. В 2020 году фундамент часовни и могила под ней были найдены при реконструкции комплекса Большой Митридатской лестницы.

## Вклад в археологическую науку
В период пребывания во Франции, Стемпковский познакомился с новейшей научной литературой и значительно пополнил свои знания в археологии и древней истории Северного Причерноморья. Затем, уже проживая и работая в Керчи, Стемпковский активно занялся конкретными изысканиями в области истории и археологии.
В частности, И. А. Стемпковский вместе со своим лучшим другом французским археологом Полем Дюбрюксом впервые изучил скифские курганы и остатки таких древних городищ на территории Керчи:
- Пантикапей;
- Мирмекий;
- Парфениум.

И. А. Стемпковский написал большое количество работ об античном периоде истории Северного Причерноморья. Работы Стемпковского положили начало историографии Боспорского царства.
Признанием научных публикаций И. А. Стемпковского со стороны научного мира Европы стало принятие его в члены Парижской Академии надписей и словесности. Также состоял членом Парижского азиатского общества и Императорского Общества сельского хозяйства Южной России.

## Вклад в развитие Керчи
В 1828 году генерал-губернатор Новороссии М. С. Воронцов предложил И. А. Стемпковскому пост градоначальника города Керчь. Руководил городом всего четыре года, однако сыграл выдающуюся роль в развитии города, его инфраструктуры и культурной сферы.
И. А. Стемпковский ходатайствовал и добился от правительства выделения ежегодного пособия в 50 тысяч рублей на благоустройство Керчи и строительство различных городских зданий. Это пособие выдавалось керченским градоначальникам и много лет спустя после его смерти.
Управление И. А. Стемпковским Керчью отмечено такими акциями:
- начало строительства Свято-Троицкого православного собора (разрушен в 1944 году);
- строительство католического костёла;
- расширение торгового порта;
- основание Казённого сада, где им были посажены первые деревья;
- основание Уездного училища (1829 году), в программу которого, кроме обычных предметов, входило преподавание бухгалтерии, французского, немецкого, итальянского и новогреческого языков.